# Lamprometra
Lamprometra is een geslacht van haarsterren uit de familie Mariametridae.

## Soort
- Lamprometra palmata (Müller, 1841)